# John Compton

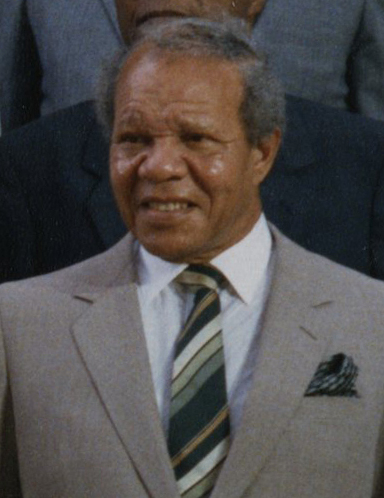
John Compton (1986)

Sir John George Melvin Compton (* 29. April 1925 auf Canouan, St. Vincent und die Grenadinen; † 7. September 2007 in Castries, St. Lucia), KBE PC, war dreimal Premierminister von St. Lucia.

## Leben
John Compton wuchs auf der kleinen Grenadinen-Insel Canouan auf. 1939 zog seine Familie nach St. Lucia. Dort besuchte er die Castries Intermediate School und das St Mary’s College in Castries. Dort legte er das beste A-level seines Jahrgangs auf ganz St. Lucia ab, sodass ihm das Island Scholarship für ein Studium in Großbritannien zugestanden hätte. Doch das wurde ihm verwehrt, weil er noch nicht zehn Jahre lang auf St. Lucia lebte. So wanderte Compton nach Curaçao, um in der Raffinaderij Isla zu arbeiten. Als er genug gespart hatte, konnte er am University College of Wales (1948–1949) und an der London School of Economics (1949–1951) Wirtschaftswissenschaften und Jura studieren und erwarb den Bachelor of Laws (LL.B.). Anschließend kehrte er nach St. Lucia zurück und arbeitete als Rechtsanwalt. Durch berufliche Erfolge wurde er landesweit bekannt. 1954 gewann er als unabhängiger Kandidat den Wahlkreis Dennery-Micoud des Legislative Council von St. Lucia. Im selben Jahr wurde er in das Executive Council berufen, die mit beschränkten Vollmachten versehene Exekutive für St. Lucia im Rahmen der Selbstverwaltung der Federal Colony of the Windward Islands, zu der St. Lucia damals gehörte. Compton setzte sich für die Zusammenarbeit der Territorien der in der Westindischen Föderation, später in der Caribbean Free Trade Association (CARIFTA), in der Karibischen Gemeinschaft (CARICOM) und in der Organisation Ostkaribischer Staaten ein. 1957 wurde er Minister für Handel und Industrie.
1964 wurde Compton zum Chief Minister der Kronkolonie St. Lucia, ab 1967, nachdem St. Lucia den Status eines Associated state mit erweiterten Selbstverwaltungsrechten erlangt hatte, mit der Amtsbezeichnung Premier. In seiner ersten Amtszeit (bis 1979) erreichte der Inselstaat die Unabhängigkeit vom Vereinigten Königreich. Zwischen 1964 und 1996 führte er außerdem die von ihm gegründete United Workers Party (UWP).
Von 1982 bis 1996 war Compton zum zweiten Mal Premierminister (Prime Minister) seines nunmehr unabhängigen Landes. 2005 wurde er erneut zum Parteichef der United Workers Party gewählt.
Bei den Parlamentswahlen am 11. Dezember 2006 gewann die UWP überraschend 11 von 17 Sitzen im Repräsentantenhaus von St. Lucia. Compton wurde daraufhin am 15. Dezember 2006 als Premierminister vereidigt. In dieser dritten Amtszeit ging es Compton insbesondere um die Verbesserung der inneren Sicherheit und Investitionen in die Bildung. Im Mai 2007 erlitt er mehrere Schlaganfälle und war danach nur noch beschränkt dienstfähig. Neun Monate nach seiner Wahl starb Compton im Amt.